# 2e brigade blindée (France)
La 2e brigade blindée (2e BB) est une unité militaire française de l'arme blindée et cavalerie, héritière de la célèbre 2e division blindée (2e DB). Créée pendant la Seconde Guerre mondiale, cette dernière s'était illustrée sous le commandement du général Philippe Leclerc.
Le général de brigade Régis Anthonioz commande la 2e brigade blindée depuis le 1er août 2024.

## Création et différentes dénominations
- 1941 : création de la colonne Leclerc.
- Février 1943 : la colonne Leclerc devient la « Force L » (comme Leclerc) dans le cadre de la 8e armée britannique.
- Mars 1943 : la « Force L » intègre la « colonne volante », commandée par le commandant Jean Rémy.
- 30 mai 1943 : la « Force L » devient officiellement la 2e division française libre (2e DFL).
- 24 août 1943 : la 2e division française libre devient la 2e division blindée (2e DB).
- 31 mars 1946 : dissolution.
- 1er juillet 1960 : création de la 2e brigade blindée au sein de la 8e division.
- 1er septembre 1967 : devient la 2e brigade.
- 1er mai 1968 : 2e brigade mécanisée.
- 1er juillet 1979 : redevient la 2e division blindée au sein du 3e corps.
- 1er juillet 1999 : 2e brigade blindée au sein du commandement de la force et des opérations terrestres.
- 1er juillet 2016 : rattachée à la 3e division.

## Historique des garnisons, campagnes et batailles

### Garnisons
- 11 mars 1945 - 31 mars 1946 : visite du général Leclerc. La marche de la 2e DB retentit pour la première fois. L'état-major de la 2e DB s'installe à Saint-Germain-en-Laye.
- 1960 - 1978 : l'état-major de la 2e brigade blindée puis de la 2e brigade mécanisée est basé à Saint-Germain-en-Laye.
- 1978 - 1997 : l'état-major de la 2e brigade mécanisée puis de la 2e division blindée est basé à Versailles.
- 1997 - 1999 : l'état-major de la 2e division blindée fusionne avec celui de la 10e division blindée de Châlons-en-Champagne.
- 1999 - 2010 : l'état-major de la 2e brigade blindée et la 2e compagnie de commandement et de transmissions occupent le quartier Bellecombe à Orléans.
- juillet 2010 : l'état-major de la 2e brigade blindée et la 2e compagnie de commandement et de transmissions emménagent au quartier Leclerc à Illkirch-Graffenstaden (aux côtés du 291e Jägerbataillon allemand), commune voisine de Strasbourg. La 2e brigade blindée retrouve ainsi la ville de Strasbourg qu'elle a libéré en 1944.
- 2023 : l’état-major de la 2e brigade blindée s’installe au 11 rue Brûlée à Strasbourg dans un bâtiment voisin du Palais du Gouverneur militaire. La 2e compagnie de commandement et de transmissions reste à Illkirch-Graffenstaden et voit ses capacités renforcées[2].

## Traditions

### Devise
Pour le service de la France, en faisant nôtre l'esprit Leclerc : ne me dites pas que c'est impossible !

### Marche
La marche de la 2e DB a été composée par Maurice Le Roux en 1944 et interprétée pour la première fois au Château de Saint-Germain-en-Laye le 11 mars 1945 en présence du général Leclerc. Une plaque apposée dans les jardins rappelle cet événement.

### Insigne
Écu français ancien chargé d'une carte de France du premier métal à une croix de Lorraine du même ombrée d'azur accompagnée de ses pays frontaliers de turquin, des mers du même ondées d'or.

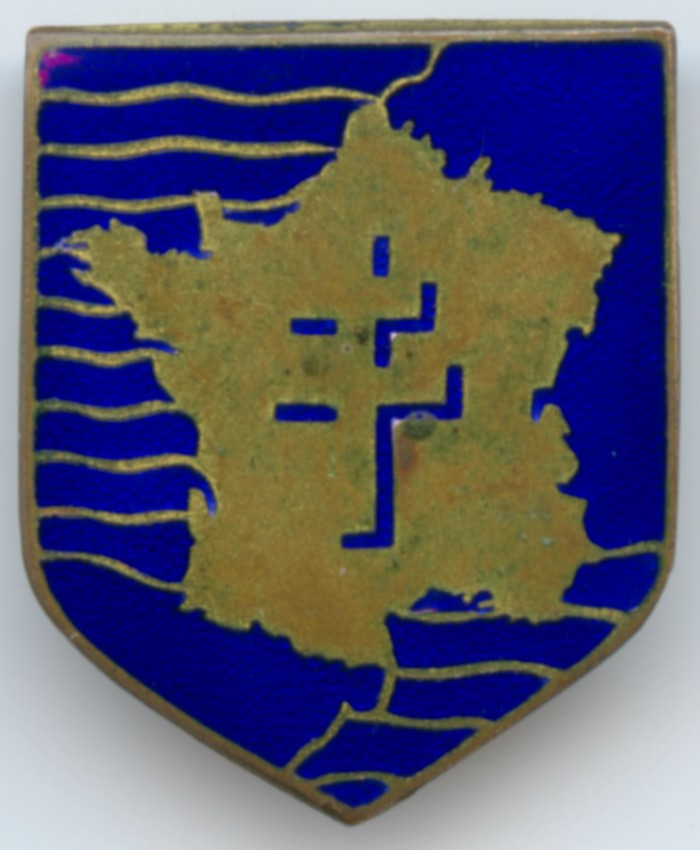
Insigne de la 2e DB
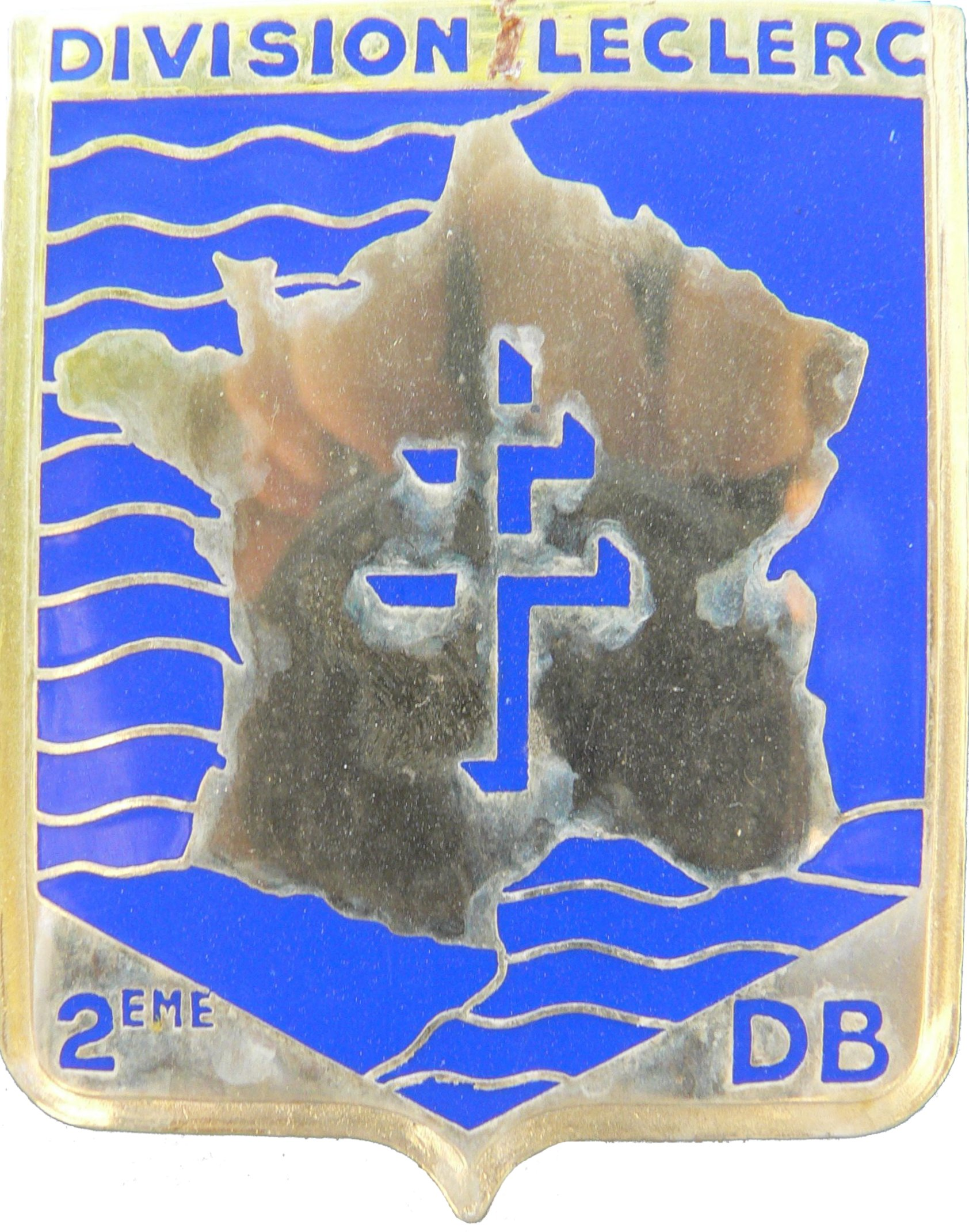
Insigne de la 2e DB

### Décorations
La 2e DB a reçu la Presidential Unit Citation notamment pour la libération de Strasbourg.

## Commandants
| Période                                | Nom                                   | Photo |
| -------------------------------------- | ------------------------------------- | ----- |
| 1979-1981                              | général Michel Noël du Payrat         |       |
| 1er juillet 1999 à 2000                | général Bruno Cuche                   |       |
| 2000 à 2002                            | général Jérôme Millet                 |       |
| 2002 à 2004                            | général Bertrand Ract-Madoux          |       |
| 1er septembre 2004 au 1er août 2006    | général Étienne Lafontaine            |       |
| 1er août 2006 au 1er septembre 2008    | général Pierre de Villiers            |       |
| 1er septembre 2008 au 1er juillet 2010 | général Arnaud Sainte-Claire Deville  |       |
| 1er juillet 2010 au 1er juillet 2012   | général Martin Klotz                  |       |
| 1er juillet 2012 au 1er juillet 2014   | général Éric Hautecloque-Raysz        |       |
| du 1er juillet 2014 au 31 juillet 2016 | général Jean-François Lafont-Rapnouil |       |
| du 1er août 2016 au 11 juillet 2018    | général de brigade Nicolas Casanova   |       |
| du 12 juillet 2018 au 9 juillet 2020   | général de brigade Marc Ollier        |       |
| du 10 juillet 2020 au 10 juillet 2022  | général de brigade Vincent Giraud     |       |
| du 11 juillet 2022 au 1er août 2024    | général de brigade Ludovic Pinon      |       |
| depuis le 1er août 2024                | général de brigade Régis Anthonioz    |       |

Depuis 2010 et le général Klotz, le général de brigade commandant la 2e brigade blindée est également gouverneur militaire de Strasbourg, délégué militaire du Bas-Rhin et commandant de la base de Défense Strasbourg-Haguenau-Colmar (BdD SHC).

## Composition

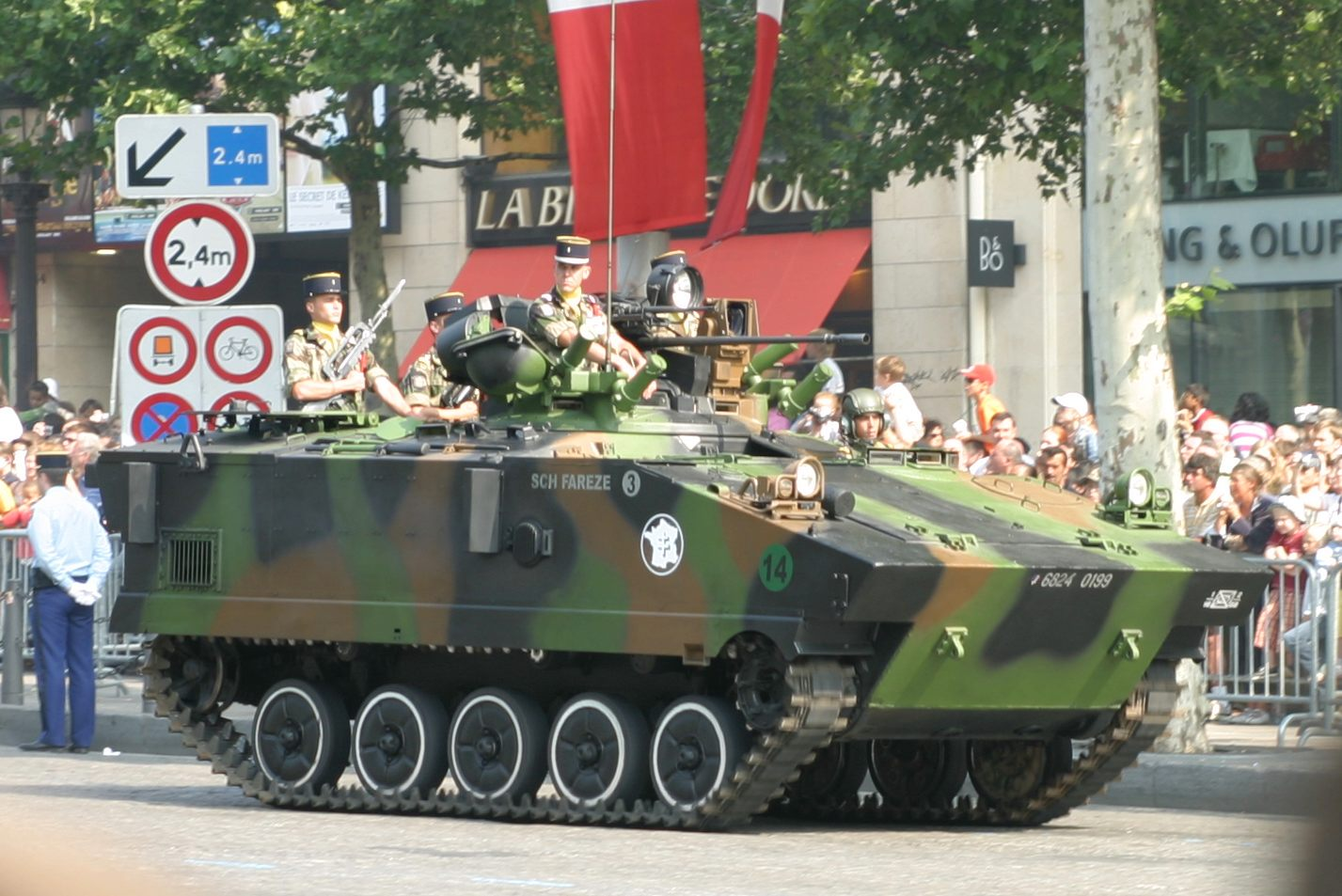
Un AMX-10 P de la 2e BB le 14 juillet 2006.

La 2e BB comprend actuellement 7 200 militaires. Avec la 7e brigade blindée, elles constituent les deux brigades dites « de décision » dans l'armée française et comprennent notamment chacune deux régiments de 60 chars Leclerc, trois régiments d'infanterie sur véhicule blindé de combat d'infanterie (VBCI) et un régiment d'artillerie équipé de canons automoteurs de 155 mm AMX AuF1.

### Composition en 1959
La 2e DB est toujours dissoute. Cependant, l'insigne originel est alors porté par l'état- major de la 2e brigade mécanisée, à Saint-Germain-en-Laye, qui est rattachée à la 8e division mécanisée (état-major à Compiègne).
Trois régiments de mêlée :
- 501e régiment de chars de combat (501e RCC) de Rambouillet.
- 503e régiment de chars de combat (503e RCC) de Mourmelon.
- Régiment de marche du Tchad (RMT) de Pontoise.

Un régiment d'appui :
- 3e régiment d'artillerie de marine (3e RAMa) de Vernon.

Un régiment de soutien :
- 402e bataillon de soutien (402e BS) de Saint-Germain-en-Laye.

### Composition en 1967
Trois régiments de mêlée :
- 501e régiment de chars de combat (501e RCC) de Rambouillet,
- 4e régiment de dragons (4e RD) d'Olivet,
- régiment de marche du Tchad (RMT) de Montlhéry.

Un régiment d'appui :
- 1er régiment d'artillerie de marine (1er RAMa) de Melun.

Un régiment de soutien :
- 402e bataillon commandement et soutien (402e BCS) de Saint Germain en Laye.

### Composition en 1977
Nouvelle création de la 2e DB.
Quatre régiments de mêlée :
- 501e régiment de chars de combat (501e RCC) de Rambouillet,
- 6e régiment de cuirassiers (6e RC) d'Olivet,
- 5erégiment d'infanterie (5e RI) de Beynes,
- régiment de marche du Tchad (RMT) de Montlhéry.

Trois régiments d'appui :
- 1er régiment artillerie de marine (1er RAMa) de Montlhéry,
- 34e régiment du génie (34e RG) d’Épernay,
- 5e régiment du génie (5e RG) de Versailles.

Un régiment de soutien :
- 2e régiment de commandement et soutien (2e RCS) de Satory.

### Composition en 1984
Huit régiments de mêlée :
- Escadron d'éclairage divisionnaire (EED 2) de Saint Germain en Laye,
- 501e régiment de chars de Combat (501e RCC) de Rambouillet,
- 6e régiment de cuirassiers (6e RC) d'Olivet,
- 2e régiment de dragons (2e RD) de Laon-Couvron,
- 5e régiment d'infanterie (5e RI) de Frileuse,
- Régiment de marche du Tchad (RMT) de Montlhéry,
- 39e régiment d'infanterie (39e RI) de Rouen.

Trois régiment d'appui :
- 40e régiment d'artillerie (40e RA) de Suippes,
- 1er régiment d'artillerie de marine (1er RAMa) de Montlhéry,
- 34e régiment du génie (34e RG) d’Épernay (renfort des 6e et 7e cie du 5e RG).

Un régiment de soutien :
- 2e régiment de commandement et de soutien (2e RCS) de Satory.

### Composition en 1999
La 2e DB devient la 2e BB.
Cinq régiments de mêlée :
- 6e-12e régiment de cuirassiers (6e-12e RC) d'Olivet équipé de chars Leclerc,
- Régiment de marche du Tchad (RMT) de Noyon équipé d'AMX-10P et de véhicules de l'avant blindé (VAB),
- 16e bataillon de chasseurs (16e BC) de Sarrebourg (Allemagne) équipé d'AMX-10P ;
- 501e régiment de chars de combat (501e RCC) de Mourmelon équipé de chars Leclerc,
- Escadron d'éclairage et d'investigation (EEI 2) d'Olivet.

Deux régiments d'appui :
- 13e régiment du génie (13e RG) d’Épernay / Valdahon,
- 1er régiment artillerie de marine (1er RAMa) de Laon-Couvron.

Un régiment de soutien :
- 2e compagnie de commandement et de transmissions (2e CCT) d'Orléans.

### Composition en 2009
Cinq régiments de mêlée :
- 6e-12e régiment de cuirassiers (6e-12e RC) d'Olivet équipé de chars Leclerc,
- Régiment de marche du Tchad (RMT) de Meyenheim équipé d'AMX-10P et de véhicules de l'avant blindé,
- 16e bataillon de chasseurs (16e BC) de Bitche équipé d'AMX-10P,
- 501e régiment de chars de combat (501e RCC) de Mourmelon équipé de chars Leclerc,
- Escadron d'éclairage et d'investigation (EEI2) d'Olivet.

Deux régiments d'appui :
- 40e régiment d'artillerie (40e RA) de Suippes équipé d'AMX 30 AuF1
- 13e régiment du génie (13e RG) de Valdahon.

Un régiment de soutien :
- 2e compagnie de commandement et de transmissions (2e CCT) d'Illkirch-Graffenstaden avec 22 véhicules de l'avant blindé,
- Batterie de renseignement brigade de Suippes.

### Composition en 2010
- Deux régiments blindés de cavalerie :
  - 12e régiment de cuirassiers (Olivet), 
  - 501e régiment de chars de combat (Mourmelon).
- Trois régiments de mêlée :
  - Régiment de marche du Tchad (Meyenheim), 
  - 16e bataillon de chasseurs (Bitche), 
  - Escadron d'éclairage et d'investigation 2 (Olivet).
- Deux régiments d'appui :
  - 13e régiment du génie (Valdahon), 
  - 40e régiment d'artillerie (Suippes).
- Deux unités de soutien :
  - 2e compagnie de commandement et de transmissions blindée,
  - batterie de renseignement brigade (Suippes).

### Composition en 2025
Six régiments de mêlée :
- 12e régiment de cuirassiers (12e RC) stationné au Quartier Valmy, à Olivet, équipé de chars Leclerc,
- 501e régiment de chars de combat (501e RCC) stationné au Quartier Delestraint à Mourmelon, équipé de chars Leclerc,
- Régiment de marche du Tchad (RMT) stationné au Quartier Colonel Dio à Meyenheim équipé de véhicules blindés de combat d'infanterie (VBCI),
- 16e bataillon de chasseurs à pied (16e BCP) stationné au Quartier Lieutenant-colonel Driant à Bitche, équipé de VBCI,
- 92e régiment d'infanterie (92e RI) stationné au Quartier Desaix à Clermont-Ferrand, équipé de VBCI,
- 5e régiment de cuirassiers (5e RC) stationné à Abou Dabi aux Émirats arabes unis, il a rejoint la 2e BB en 2024.
- EEI 2 escadron d’éclairage et d’investigation, stationné à olivet, Loiret

Deux régiments d'appui :
- 40e régiment d'artillerie (40e RA) stationné au Quartier Maunoury à Suippes, équipé d'AMX 30 AuF1,
- 13e régiment du génie (13e RG) stationné au Quartier Gallieni à Valdahon.

Une compagnie de soutien :
- 2e compagnie de commandement et de transmissions blindée (2e CCTB) d'Illkirch-Graffenstaden avec 22 véhicules de l'avant blindé,

Un groupement d'instruction :
- le 12e groupement d'instruction de Bitche.

## Sources et bibliographies
- D-DAY et la bataille de Normandie (20/20) de Antony Beevor